# Bernard Nsayi
Bernard Nsayi (* 27. Juni 1943 in Mindouli, Republik Kongo; † 12. Februar 2021 in Rom) war ein kongolesischer Geistlicher und römisch-katholischer Bischof von Nkayi.

## Leben
Bernard Nsayi empfing nach seiner theologischen Ausbildung am Seminar von Brazzaville am 17. Juni 1971 die Priesterweihe. Anschließend studierte er bis 1975 am Päpstlichen Bibelinstitut in Rom und danach bis 1980 sowie im Jahr 1982 in Paris. 1984 lehrte er am Priesterseminar in Brazzaville. Von 1985 bis 1988 war er Sekretär der kongolesischen Bischofskonferenz und anschließend bis 1990 Regens des Priesterseminars in Brazzaville.
Papst Johannes Paul II. ernannte ihn am 7. Juli 1990 zum Bischof von Nkayi. Die Bischofsweihe spendete ihm der Apostolische Pro-Nuntius in der Volksrepublik Kongo, Erzbischof Beniamino Stella, am 16. September desselben Jahres; Mitkonsekratoren waren Ignace Matondo Kwa Nzambi CICM, Bischof von Basankusu, und Ernest Kombo SJ, Bischof von Owando. Nsayi war zwischen 1993 und 1997 Präsident der Bischofskonferenz des Kongo. 
Am 16. Oktober 2001 nahm Papst Johannes Paul II. sein vorzeitiges Rücktrittsgesuch an. Er starb im Februar 2021 in der Gemelli-Klinik in Rom, wo er wegen notwendiger Dialysebehandlungen die letzten Lebensjahre verbracht hatte.